# Ella Erau

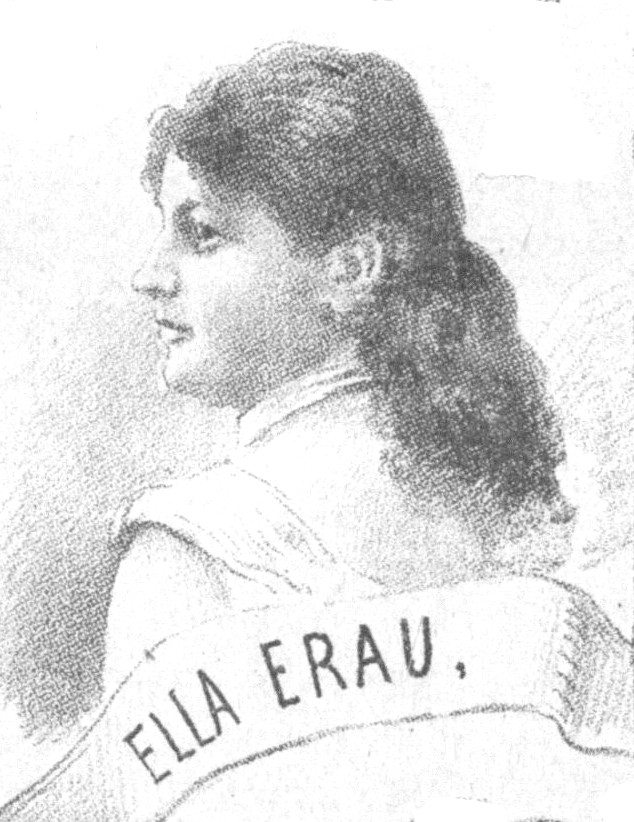
Ella Erau im Jahre 1889

Ella Erau, eigentlich Ella Funk, verheiratete Ella Giampietro (1871 in Wien – nach 1892) war eine österreichische Theaterschauspielerin.

## Leben
Erau, die Tochter eine Zivilingenieurs, nahm dramatischen Unterricht bei Josef Altmann und debütierte in Bozen als „Eva“ in Ein toller Einfall. Danach war sie im Engagement in Chemnitz und ab 1889 am Deutschen Volkstheater, wo sie in Rollen wie „Malchen“ in Bauer als Millionär, „Herma“ in Berühmte Frau, „Albine“ in Freund der Frauen etc. wiederholt Proben ihres liebenswürdigen Talents zeigte.
Nach der Heirat 1892 mit Josef Giampietro zog sie sich von der Bühne zurück. Über den Bruder ihres Mannes verband sie zudem eine Schwippschwagerschaft mit der Opernsängerin Fina Giampietro.